# Parrotspitze
El Parrotspitze  o Punta Parrot (en italià) és una muntanya de 4.432 metres que es troba entre les regions d'Aosta a Itàlia i Valais a Suïssa.